# Acanthaeschna
Acanthaeschna is een geslacht van libellen (Odonata) uit de familie van de glazenmakers (Aeshnidae).

## Soorten
Acanthaeschna omvat 1 soort:
- Acanthaeschna victoria Martin, 1901